# Rietheim-Weilheim
Rietheim-Weilheim – gmina w Niemczech, w kraju związkowym Badenia-Wirtembergia, w rejencji Fryburg, w regionie Schwarzwald-Baar-Heuberg, w powiecie Tuttlingen, wchodzi w skład wspólnoty administracyjnej Tuttlingen. Leży w Jurze Szwabskiej, na pograniczu Parku Natury Górnego Dunaju, ok. 12 km na północny zachód od Tuttlingen, przy drodze krajowej B14.